# تپه منصور باغی
تپه منصور باغی مربوط به دوران پیش از تاریخ ایران باستان است و در شهرستان بجنورد، شمال شرقی تازه‌قلعه واقع شده و این اثر در تاریخ ۳ بهمن ۱۳۵۶ با شمارهٔ ثبت ۱۵۸۳ به‌عنوان یکی از آثار ملی ایران به ثبت رسیده است.